# 王理恵
王 理恵（おう りえ、中国語拼音：ワン・リーフイ Wáng Lĭhuì 、1970年3月7日 - ）は、日本で活動するスポーツキャスター・コメンテーター・タレント・雑穀料理研究家・野菜ソムリエ。東京都出身。

## 来歴・人物
王貞治の次女で、他に姉(1968年9月21日生)が1人と妹(1971年8月24日生)が1人いる。
雙葉小学校・雙葉中学校・高等学校、青山学院大学文学部英米文学科卒業後、博報堂で勤務していた。
博報堂退社後、父が当時の福岡ダイエーホークスの監督に就任したことがきっかけとなり、福岡放送のスポーツ報道番組「Jump Up ホークス」のリポーターとして出演し、注目を集めるようになる。その後全国区にも進出し、TBSの早朝番組「エクスプレス」のスポーツキャスター、ニッポン放送のラジオ番組のパーソナリティを務めた。
最近では、日本インタビュ新聞社のインタビューアや司会など、経済関連の仕事も務めるほか、父のサポートを兼ね、福岡でも仕事を断続的に続けている。
私生活では、2度の離婚（1度の婚約解消）を経験している。いずれの夫との間にも子どもはいない。
- 博報堂時代の同僚と1995年に最初の結婚したものの2年半で離婚。
- 出演したテレビ番組のプロデューサーと2001年11月に再婚したものの3年後に離婚。
- また医師・本田昌毅と3度目の結婚を予定も、本田に醜聞が報じられるなどあり婚約を解消。
- 2015年1月21日に、45歳の歯科医師と結婚した。2月8日に自身のフェイスブックで公表した[2][3][4]。

## エピソード
- 貞治には3人の娘がいるが、「結婚して名字が変わっても、里は王家」という意味をこめて、3人とも名前に「理」という漢字が使われている。誕生はしなかったが、四女には「理奈」という名前が付けられる予定だった。
- 2006年、アメリカ・カリフォルニア州のペトコ・パークで開催されたワールド・ベースボール・クラシックで父が采配を振る日本代表が優勝する瞬間に立ち会った。
- 野菜ソムリエの資格を有する。きっかけは、母が癌で亡くなり、単身赴任中の父の健康を気遣うようになったことがある。2007年8月からは、有資格者の身分でテレビコマーシャルにも出演している。
- 学生時代の同期に小堀馨子がいる。

## 出演番組

### 現在の出演番組
- 王理恵のスローな気分で…（福岡RKBラジオ、土曜17:35〜17:45）
- 王理恵のおさんぽノート（福岡RKBラジオ、土曜8:35〜8:40「週刊GET」内）

### 過去の出演番組
- Jump Up ホークス（福岡放送）
- 夢空間スポーツ（福岡放送、上記番組の後継）
- エクスプレス（TBSテレビ）
- デーブと王理恵の燃えろ!プロ野球（ニッポン放送）
- デーブと王理恵の燃えろ!スポーツ天国（ニッポン放送）
- LOHAS SUNDAY（J-WAVE、日曜6:00〜9:00）

## 出演CM
- フランソア「ナチュレル」九州地方限定 2004年
- オリゴのおかげ 2007年
- ハウス食品（ハウスシチューのテレビCMに野菜ソムリエとして登場している。2007年放映開始。）